# Comtat de Capraia
El Comtat de Capraia fou una jurisficció feudal italiana pertanyent a una branca dels comtes de Prato. Aquesta branca governava feus propers a Florència des de la meitat del segle xii però no va portar el títol de comtes de Capraia fins al 1203, quan van dominar el castell de Capraia, a la riba de l'Arno. El 1204 van fer la pau amb Florència i progressivament el comtat fou absorbit.
Una branca dels Capraia va tenir un paper destacat al jutjat d'Arborea en temps de Pere II d'Arborea i Maria II d'Arborea.